# Tristan Luneau
Tristan Luneau, född 12 januari 2004, är en kanadensisk professionell ishockeyback som spelar för Anaheim Ducks i National Hockey League (NHL).
Han har tidigare spelat för Olympiques de Gatineau i Ligue de hockey junior majeur du Québec (LHJMQ).
Luneau draftades av Anaheim Ducks i andra rundan i 2022 års draft som 53:e spelare totalt.

## Statistik
| 2016–2017    | Cascades de Bois-Francs     |              | 27  | 1  | 3   | 4   | 6  | 4  | 0 | 0  | 0  | 4  |
| 2017–2018    | Estacades de la Mauricie    |              | 30  | 2  | 11  | 13  | 12 | —  | — | —  | —  | —  |
| 2018–2019    | Estacades de Trois-Rivières | LHMAAAQ      | 42  | 4  | 20  | 24  | 16 | 9  | 2 | 3  | 5  | 2  |
| 2019–2020    | Estacades de Trois-Rivières | LHMAAAQ      | 37  | 6  | 24  | 30  | 22 | 5  | 2 | 3  | 5  | 4  |
| 2020–2021    | Olympiques de Gatineau      | LHJMQ        | 31  | 4  | 14  | 18  | 2  | 4  | 0 | 1  | 1  | 0  |
| 2021–2022    | Olympiques de Gatineau      | LHJMQ        | 63  | 12 | 31  | 43  | 20 | 7  | 0 | 6  | 6  | 4  |
| 2022–2023    | Olympiques de Gatineau      | LHJMQ        | 65  | 20 | 63  | 83  | 31 | 13 | 2 | 15 | 17 | 6  |
| 2023–2024    | Anaheim Ducks               | NHL          | 1   | 0  | 0   | 0   | 0  | —  | — | —  | —  | —  |
| NHL totalt   | NHL totalt                  | NHL totalt   | 1   | 0  | 0   | 0   | 0  | —  | — | —  | —  | —  |
| LHJMQ totalt | LHJMQ totalt                | LHJMQ totalt | 159 | 36 | 108 | 144 | 53 | 24 | 2 | 22 | 24 | 10 |

### Internationellt
| Källa: Uppdaterad: 2023-10-21 | Källa: Uppdaterad: 2023-10-21 | Källa: Uppdaterad: 2023-10-21 |         | Utv = Utvisningsminuter | Utv = Utvisningsminuter | Utv = Utvisningsminuter | Utv = Utvisningsminuter | Utv = Utvisningsminuter |
| År                            | Lag                           | Mästerskap                    | Matcher | Mål                     | Assists                 | Poäng                   | Utv                     |                         |
| ----------------------------- | ----------------------------- | ----------------------------- | ------- | ----------------------- | ----------------------- | ----------------------- | ----------------------- | ----------------------- |
| 2020                          | Kanada                        | Ungdoms-OS                    | 4       | 0                       | 2                       | 2                       | 2                       |                         |
| Junior totalt                 | Junior totalt                 | Junior totalt                 | 4       | 0                       | 2                       | 2                       | 2                       |                         |